# Престъпление (филм, 1993)
„Престъпление“ (на френски: Un crime) е френски филм от 1993 г. на френския кинорежисьор и сценарист Жак Дере. Главната роля на адвокат Шарл Дюнан се изпълнява от френския киноартист Ален Делон. В ролята на Фредерик Шаплен участва френският киноартист Манюел Бланк.

## Сюжет
Внимание:  Текстът по-долу разкрива сюжета на произведението (или части от него)!
Шарл Дюнан е прочут адвокат от френския град Лион. Поредният му клиент е тийнейджърът Фредерик Шаплен, който е обвинен в убийството на родителите си. С блестяща пледоария Дюнан издейства оправдателна присъда за Фредерик. Но през нощта след освобождаването на Фредерик от ареста той признава, че е виновен...

## В ролите
| Изпълнител       | Роля                   |
| ---------------- | ---------------------- |
| Ален Делон       | Шарл Дюнан             |
| Манюел Бланк     | Фредерик Шаплен        |
| Софи Брустал     | Франка Милър           |
| Максим Льору     | портиерът              |
| Франсин Берже    | Г-жо Дюнан             |
| Пиер Бианко      | председателят на съда  |
| Жан-Мари Винлинг | главният адвокат       |
| Жан-Пол Комар    | асистент на Шарл Дюнан |